# Rashad McCants
Rashad Dion McCants (ur. 25 września 1984 w Asheville) – amerykański profesjonalny koszykarz, występujący na pozycjach rozgrywającego lub rzucającego obrońcy.
McCants chodził do szkół średnich Erwin w Asheville i New Hampton School w New Hampton. Po skończeniu tych szkół McCants zaczął naukę na Uniwersytecie Karoliny Północnej w swoich juniorskich latach. Wziął udział w 2005 NBA Draft. Został wybrany w pierwszej rundzie z numerem 14 do Minnesota Timberwolves.
W lecie 2009 roku został wolnym agentem. Zwolnili go Sacramento Kings, po czym podpisał kontrakt z zespołem NBA D-League, Texas Legends.

## Szkolna kariera
McCants rozpoczął swoją karierę w szkole Erwin High School w Asheville, ale przeniósł się do New School Hampton w New Hampton. Poprowadził go do mistrzostwa klasy A w 2002 New England Prep School i został wybrany MVP turnieju. W czasie swojego drugiego sezonu grał u boku swojego przyszłego kolegi z college’u Wesa Millera.
McCantowi został nadany tytuł honorowego studenta New Hampton. Zdobył też nagrodę New Hampshire Player w 2001 i 2002 roku. W ostatniej klasie został wybrany do Parade All-American i McDonald’s All-American Teams. W McDonald’s All-American Game wystąpił razem z Raymondem Feltonem i Seanem Mayem, przyszłymi kolegami z college’u.
Jego młodsza siostra Rashanda występowała w WNBA. Jest kuzynem zawodnika Major League Baseball – Camerona Maybina oraz trzecim kuzynem byłego zawodnika Canadian Football League – Johna Avery’ego.

## Osiągnięcia
Na podstawie, o ile nie zaznaczono inaczej.
NCAA
- Mistrz:
  - NCAA (2005)
  - sezonu regularnego konferencji Atlantic Coast (2005)
- Uczestnik turnieju NCAA (2004, 2005)
- Most Outstanding Player (MOP=MVP) turnieju NIT Season Tip-Off (2003)
- Zaliczony do:
  - I składu:
    - ACC (2004)
    - najlepszych pierwszorocznych zawodników ACC (2003)
    - turnieju:
      - NCAA Final Four (2005)[3]
      - Maui Invitational (2005)

  - III składu:
    - All-American (2004 przez Associated Press, Sporting News, 2005 przez NABC)
    - ACC (2005)